# 科隆 (新澤西州)
科隆（英語：Cologne）是位於美國新澤西州大西洋縣的普查規定居民點。

## 人口
根據2020年美國人口普查的數據，科隆的面積為4.76平方千米，當中陸地面積為4.75平方千米，而水域面積為0.01平方千米。當地共有人口1461人，而人口密度為每平方千米306.93人。